# Виноградово (Крым)
Виногра́дово (до 1948 года Боз-Оглу́-Монтана́й; укр. Виноградове, крымскотат. Boz Oğlu Montanay, Боз Огълу Монтанай) — село в Сакском районе Республики Крым, центр Виноградовского сельского поселения (согласно административно-территориальному делению Украины — Виноградовского сельсовета Автономной Республики Крым).

## Население
| 2001 | 2014 |
| ---- | ---- |
| 1240 | ↘881 |

Всеукраинская перепись 2001 года показала следующее распределение по носителям языка
| Язык       | Процент |
| ---------- | ------- |
| русский    | 76.69   |
| украинский | 20.08   |
| другие     | 1.37    |

### Динамика численности
| - 1915 год — 64 чел. - 1918 год — 30 чел. - 1926 год — 44 чел. - 1974 год — 1460 чел. | - 1989 год — 1306 чел. - 2001 год — 1240 чел. - 2009 год — 1117 чел. - 2014 год — 881 чел. |

## Современное состояние
На 2016 год в Виноградово 7 улиц и «территория»; на 2009 год, по данным сельсовета, село занимало площадь 160 гектаров, на которой в 417 дворах числилось 1117 жителей. В селе действуют средняя общеобразовательная школа, детский сад «Теремок», дом культуры, библиотека, фельдшерско-акушерский пункт, церковь Григория Богослова. Село связано автобусным сообщением с Евпаторией и соседними населёнными пунктами.

## География
Расположено в 33 километрах (по шоссе) от райцентра города Саки, в 24 км от Евпатории (там же находится ближайшая железнодорожная станция) и в 9 км от автодороги Евпатория — Раздольное, высота центра села над уровнем моря 82 м. Транспортное сообщение осуществляется по региональной автодороге 35Н-441 Новосёловское — Саки (по украинской классификации — С-0-11121).

## История
Согласно изданию «История Городов и Сёл Украинской ССР» село было основано в 1882 году, а, по энциклопедическому словарю «Немцы России» поселение крымских немцев меннонитов Боз-Оглу-Монтанай (также встречаются варианты названия Бузул-Монтанай, Бузав-Монтанай, просто Монтанай и Фрайдорф (нем. Freidorf) Мартенса) было основано на 1500 десятинах земли в Кокейской волости Евпаторийского уезда в начале XX века, поскольку впервые упоминается в Статистическом справочнике Таврической губернии 1915 года, согласно которому в деревне Боз-Оглу-Монтанай (Мартенса) Кокейской волости Евпаторийского уезда числилось 5 дворов (3 двора с землёй, 2 — безземельные) с немецким населением в количестве 34 человек приписных жителей и 30 — «посторонних», из которых 33 мужчины и 31 женщина. Жители владели 973 десятинами удобной земли. В хозяйствах имелось 57 лошадей, 20 коров и 19 голов мелкого скота В 1918 году в селении было 30 жителей. Согласно списку 1915 года «…русских подданных из австрийских, венгерских или германских выходцев» землевладельцев, опубликованном в газете «Таврические губернские ведомости» в апреле 1915 года, при деревне Боз-Оглу-Монтанай значатся Мартенсы, Петр, Вильгельм и Иоган Вильгельмовичи, имевшие 975 десятин земли.
После установления в Крыму Советской власти, по постановлению Крымревкома от 8 января 1921 года № 206 «Об изменении административных границ» была упразднена волостная система и село вошло в состав Евпаторийского района Евпаторийского уезда, а в 1922 году уезды получили название округов. 11 октября 1923 года, согласно постановлению ВЦИК, в административное деление Крымской АССР были внесены изменения, в результате которых округа были отменены и произошло укрупнение районов — территорию округа включили в Евпаторийский район. Согласно Списку населённых пунктов Крымской АССР по Всесоюзной переписи 17 декабря 1926 года, в селе Боз-Оглу-Монтанай, Джелалского сельсовета Евпаторийского района, числилось 8 дворов, все крестьянские, население составляло 44 человек, из них 43 немца и 1 русский. В 1930 году в селе был организован колхоз имени П. Г. Смидовича (в 1950—1954 годах назывался «Путь к коммунизму», в 1954—1955 годах — колхоз имени Маленкова, с 1956 года — колхоз имени В. И. Ленина.
После создания 15 сентября 1931 года Фрайдорфского (переименованного в 1944 году в Новосёловский) еврейского национального района Боз-Оглу-Монтанай, с населением уже 208 человек включили в его состав. Вскоре после начала Великой Отечественной войны, 18 августа 1941 года крымские немцы были выселены, сначала в Ставропольский край, а затем в Сибирь и северный Казахстан. На двухкилометровке РККА 1942 года село подписано, как Бузул-Монтанай.
С 25 июня 1946 года Боз-Оглу-Монтанай в составе Крымской области РСФСР. Указом Президиума Верховного Совета РСФСР от 18 мая 1948 года, Боз-Оглу-Монтанай (Бузул-Монтанай) переименовали в Виноградово. 25 июля 1953 года Новоселовский район был упразднен и село включили в состав Евпаторийского. 26 апреля 1954 года Крымская область была передана из состава РСФСР в состав УССР. Время включения в состав Новосёловского сельсовета пока не установлено: на 15 июня 1960 года село уже числилось в его составе. 1 января 1965 года, указом Президиума ВС УССР «О внесении изменений в административное районирование УССР — по Крымской области», Евпаторийский район был упразднён и село включили в состав Сакского (по другим данным — 11 февраля 1963 года). С 1966 года Виноградное — центр сельсовета. По данным переписи 1989 года в селе проживало 1306 человек. С 12 февраля 1991 года село в восстановленной Крымской АССР, 26 февраля 1992 года переименованной в Автономную Республику Крым. С 21 марта 2014 года в составе Крыма аннексировано Россией.
На 1974 год в Виноградово имелась восьмилетняя школа, библиотека с фондом 6 тыс. книг, клуб, медпункт, 4 магазина и почтовое отделение. 80 жителей села участвовали в ВОВ, 11 из них погибли, 67 были награждены орденами и медалями СССР. В честь погибших односельчан установлен обелиск.